# Sinkretizem
Sinkretizem (grško synkretizmos pomeni združitev) je spajanje različnih, tudi nasprotnih verovanj ter prepričanj. Pogost je v teologiji in mitologiji religije. S tem izrazom se poskuša doseči, da se novo pojmovanje oblikovno ali vsebinsko nanaša na več starejših.
Sinkretizem je pogost v glasbi in literaturi, predvsem v predstavitveni umetnosti.
Poznamo tudi sklonski sinkretizem, ki pomeni pojav, da sklon izraža pomen več nekdanjih sklonov.